# Pettnau
Pettnau je obec v Rakousku ve spolkové zemi Tyrolsko v okrese Innsbruck-venkov. V obci žije přibližně 1 100 obyvatel.

## Poloha
Pettnau (nezaměňovat s Pettneu am Arlberg) se nachází v údolí Inntal západně od Innsbrucku na levé straně řeky Inn, která protéká v nadmořské výšce asi 600 m. Území se směrem na sever zvedá zalesněným terénem do výšky necelých 1500 m. Rozloha obce přesahuje deset kilometrů čtverečních. Z toho 68,5 % tvoří lesy, 20,3 % je využíváno pro zemědělství a tři procenta tvoří vodní plochy. Z celkové plochy je 34,7 % osídleno.

### Rozdělení obce
Protáhlá obec severně od Innu se skládá od východu na západ z částí
- Dirschenbach
- Leiblfing
- Tiefental
- Unterpettnau
- Mitterpettnau
- Kellertal
- Oberpettnau

### Sousední obce
| Telfs     |                 | Reith bei Seefeld |
|           |                 | Zirl              |
| Flaurling | Polling Hatting | Inzing            |

## Historie
Oblast obce byla osídlena pravděpodobně kolem roku 800. První písemná zmínka se týká vesnice Leiblfingu. V roce 1238 daroval probošt „Heinrich von Wilten“ zboží Kuno Libolvingerovi. Tato latinská listina se jménem prvního Leiblfingera se nyní nachází v archivu opatství Wilten.
Pettnau se poprvé objevuje v inntalské daňové knize v roce 1312. Dále existuje kupní smlouva, v níž v roce 1382 koupil starý Bernhard von der Pettnau a jeho žena Adelheid statek „Oswald dem Milser" v Oberpettnau, Unterpettnau a Mühlbergu. Inntal byl v té době bažinatou oblastí. Když se obyvatelé snažili Inn regulovat a získat ornou půdu, vznikl v roce 1418 spor s obcemi na jižní straně Innu.
Tereziánský katastr z roku 1775 uvádí Pettnau jako daňovou obec, od roku 1817 je Pettnau samostatnou obcí.

### Název místa
Název místa je pravděpodobně složen ze středohornoněmeckého slova „bette“ nebo „pette“, což znamená prohlubeň nebo rybník, a slova „Au“. Z toho vyplývá, že název místa odkazuje na hospodské louky, které však zanikly vytvořením umělého koryta potoka. V kronice se objevují zastaralé varianty pomístního jména jako „Pettnave“ nebo „Pettenawe“.
Název obce Leiblfing se váže k přistěhovalectví Bavorů. Obyvatelský rod se pravděpodobně nazýval Leuwolf nebo Libolv, koncovka -ing je typická pro bavorské osady.

## Znak
Městský znak, udělený v roce 1973, zobrazuje svatého Kryštofa, který nese na ramenou Ježíška přes vodu. Patron převozníků připomíná, že na území obce Pettnau se kdysi přes řeku Inn převáželo třemi přívozy.

## Galerie

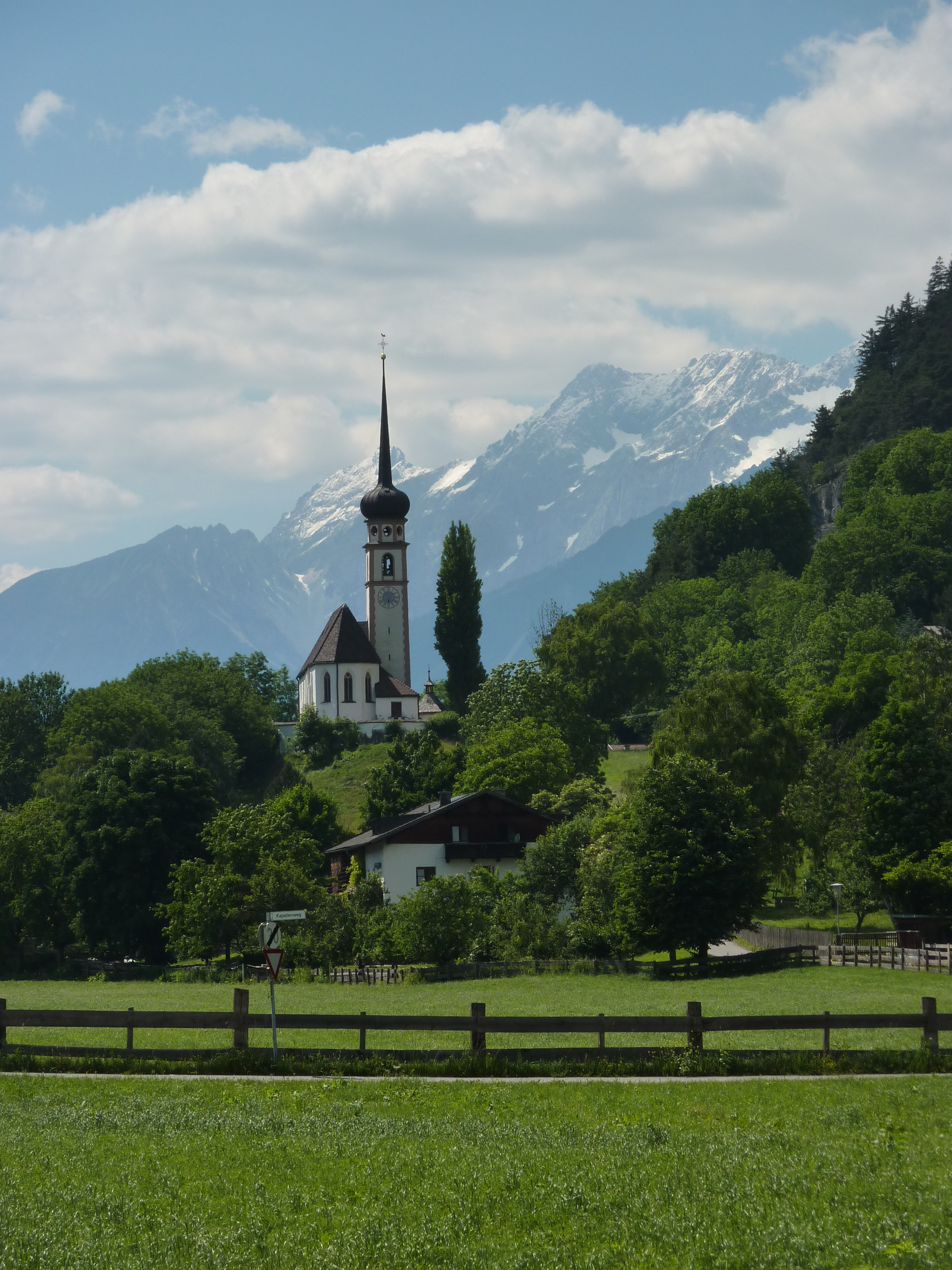
Katolický farní kostel svatého Jiří v Leiblfingu
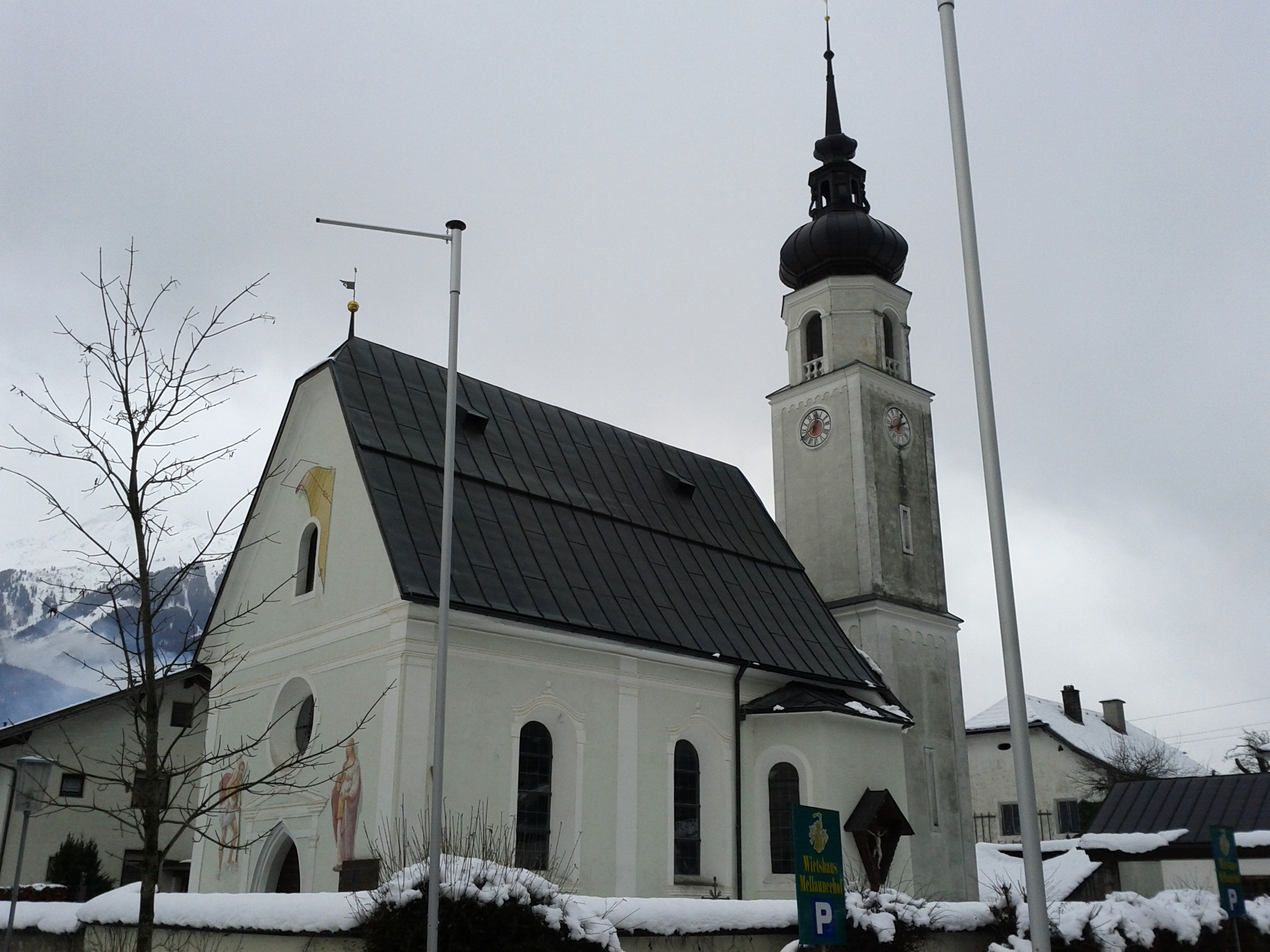
Katolický filiální kostel svatého Josefa a Barbory se hřbitovem
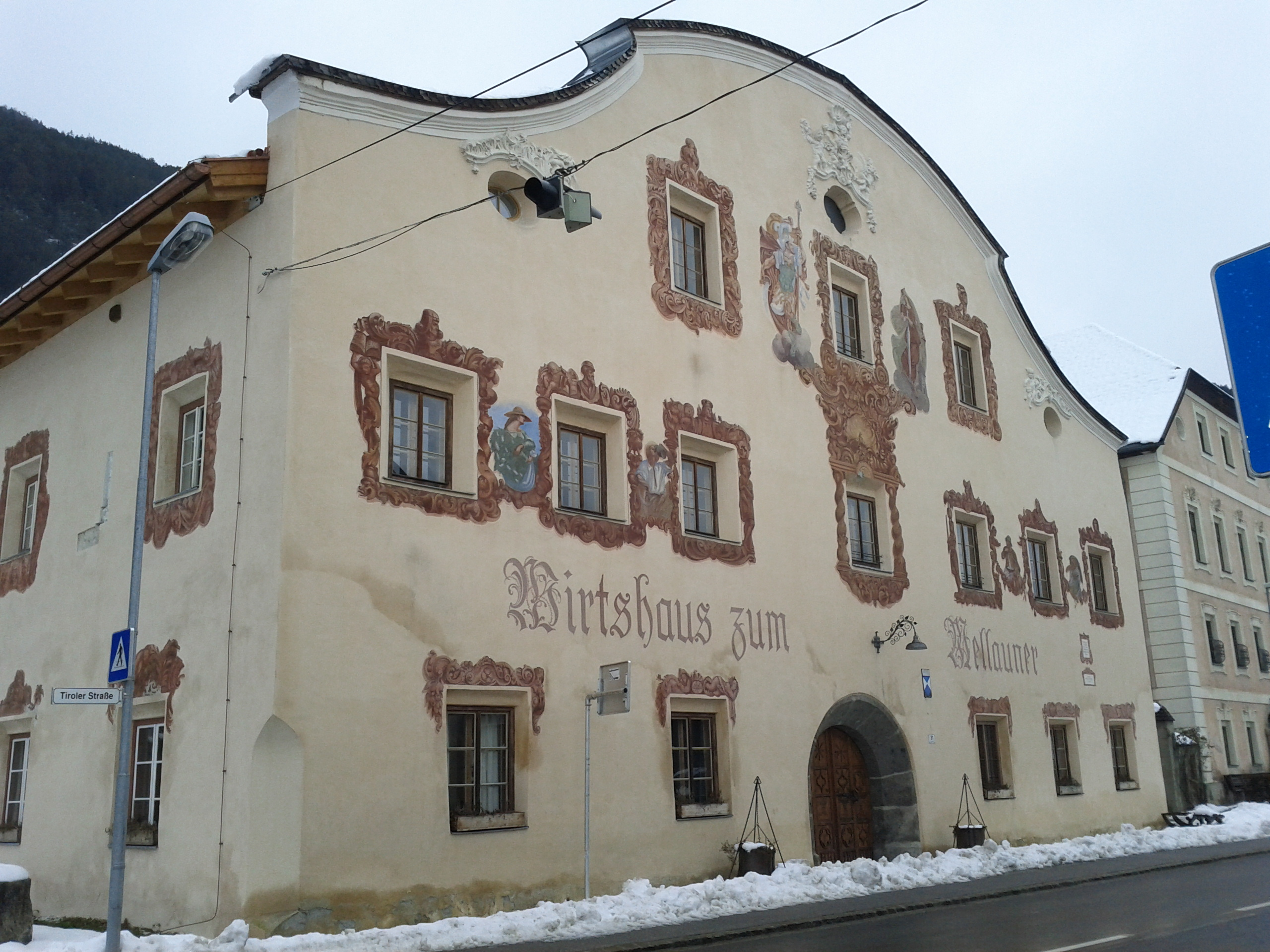
Zájezdní hostinec Mellaunerhof